# Kirsten Nelson

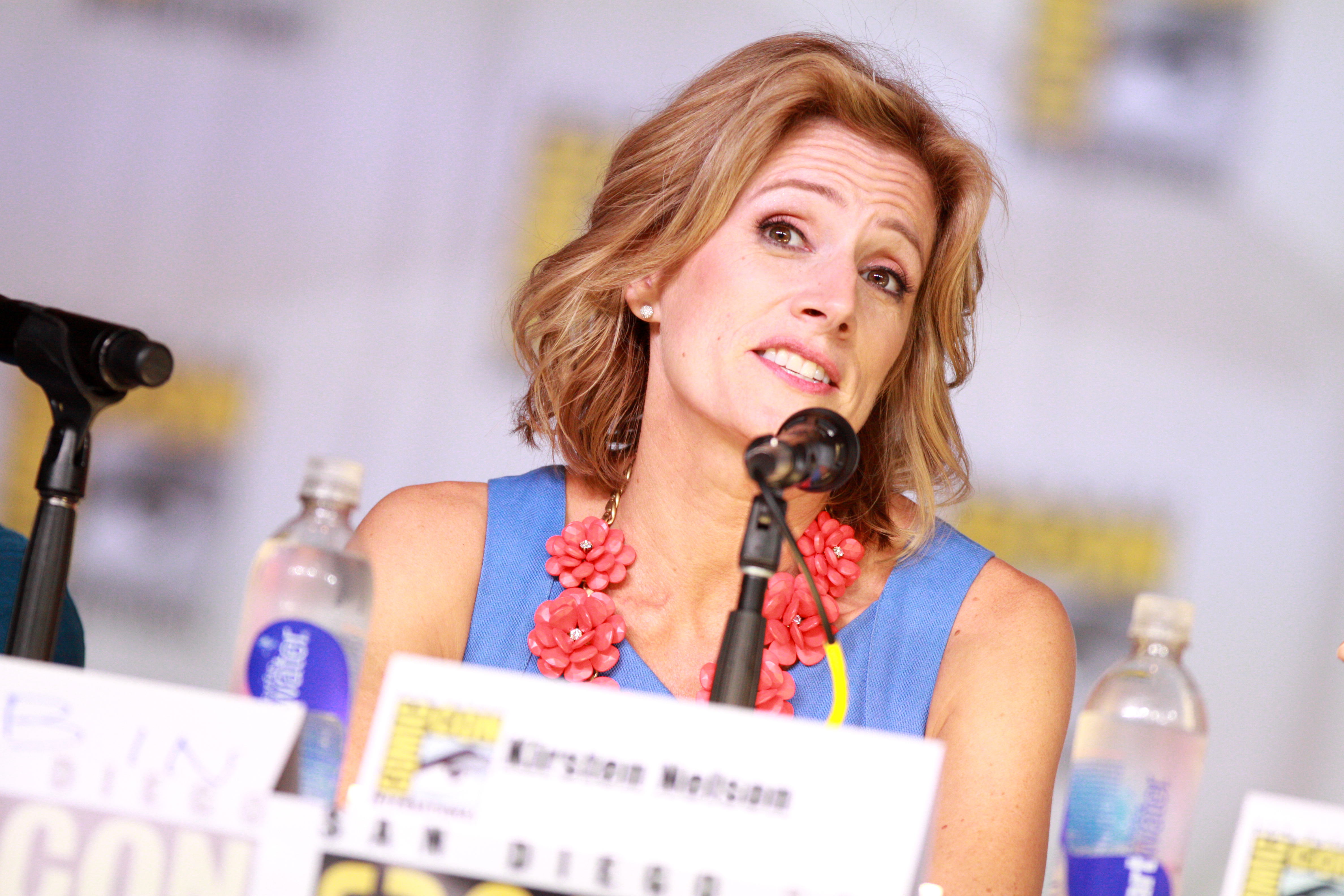
Kirsten Nelson bei der San Diego Comic-Con 2013

Kirsten Nelson (* 3. Oktober 1970 in Oklahoma) ist eine US-amerikanische Schauspielerin.

## Leben
Nelson wuchs in Chicago auf. Sie besuchte die Northwestern University und wurde ein Gründungsmitglied des Roadworks Theatre Ensemble in Chicago, bevor sie nach Los Angeles zog.
Von 2006 bis 2014 war Nelson in der Fernsehserie Psych als Chief Karen Vick zu sehen. Außerdem spielte sie unter anderem in Buffy – Im Bann der Dämonen, The O’Keefes, Juniors freier Tag, Auf der Flucht, Frasier, Ally McBeal, The West Wing – Im Zentrum der Macht, Just Shoot Me – Redaktion durchgeknipst oder Das Leben und Ich mit.

## Filmografie
- 1993: Auf der Flucht (The Fugitive)
- 1994: Die Unbestechlichen (The Untouchables, Fernsehserie, eine Folge)
- 1994: Juniors freier Tag (Baby’s Day Out)
- 1996: Ned & Stacey (Fernsehserie, eine Folge)
- 1997: Three Women of Pain (Kurzfilm)
- 1997: Practice – Die Anwälte (The Practice, Fernsehserie, eine Folge)
- 1999: Smut
- 1999: Pretender (The Pretender, Fernsehserie, eine Folge)
- 1999: Das Leben und Ich (Boy Meets World, Fernsehserie, eine Folge)
- 1999: Thanks (Fernsehserie, sechs Folgen)
- 2000: Pensacola – Flügel aus Stahl (Pensacola: Wings of Gold, Fernsehserie, eine Folge)
- 2001: Just Shoot Me – Redaktion durchgeknipst (Just Shoot Me!, Fernsehserie, eine Folge)
- 2001: The West Wing – Im Zentrum der Macht (The West Wing, Fernsehserie, eine Folge)
- 2002: Buffy – Im Bann der Dämonen (Buffy the Vampire Slayer, Fernsehserie, zwei Folgen (6x12))
- 2002: Providence (Fernsehserie, eine Folge)
- 2002: Ally McBeal (Fernsehserie, eine Folge)
- 2003: The O’Keefes (Fernsehserie, acht Folgen)
- 2003, 2005: Everwood (Fernsehserie, zwei Folgen)
- 2004: Larceny
- 2004: Frasier (Fernsehserie, eine Folge)
- 2004: Jordan Superstar (Stuck in the Suburbs, Fernsehfilm)
- 2005: Without a Trace – Spurlos verschwunden (Without a Trace, Fernsehserie, eine Folge)
- 2005: Malcolm mittendrin (Malcolm in the Middle, Fernsehserie, eine Folge)
- 2005: Krieg der Welten (War of the Worlds)
- 2005: Mrs. Harris – Mord in besten Kreisen (Mrs. Harris, Fernsehfilm)
- 2006: Ant Bully (VS, Stimme)
- 2006–2014: Psych (Fernsehserie)
- 2008: Eli Stone (Fernsehserie, eine Folge)
- 2010: Ghost Whisperer – Stimmen aus dem Jenseits (Ghost Whisperer, Fernsehserie, eine Folge)
- 2012: Parenthood (Fernsehserie, eine Folge)
- 2012: Navy CIS (NCIS, Fernsehserie, eine Folge)
- 2012: Warehouse 13 (Fernsehserie, Folge 4x05)
- 2014: Saint George (Fernsehserie, eine Folge)
- 2015: Bones – Die Knochenjägerin (Bones, Fernsehserie, Folge 11x03)
- 2017: Psych: The Movie (Fernsehfilm)
- 2019: Bluff City Law (Fernsehserie, Folge 1x02)
- 2020: Psych 2: Lassie Come Home (Fernsehfilm)
- 2021: Psych 3: This Is Gus (Fernsehfilm)